# House Peters senior

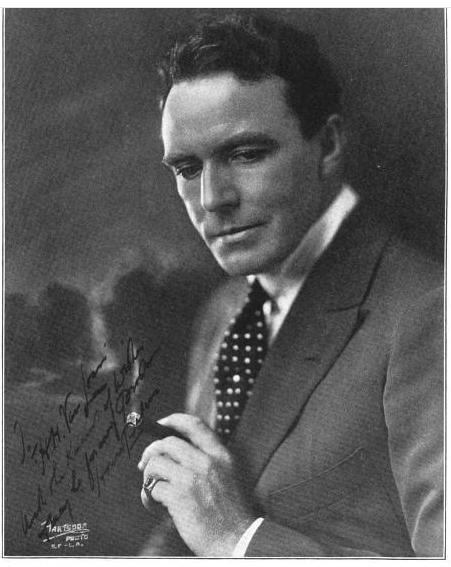
House Peters senior (1922)

House Peters senior (* 12. März 1880 in Bristol, England; † 7. Dezember 1967 in Woodland Hills, Los Angeles, Kalifornien) war ein britisch-amerikanischer Schauspieler.

## Leben und Karriere
Der gebürtige Brite reiste als junger Mann durch die Welt und kämpfte auch als Soldat im Zweiten Burenkrieg, ehe er sich der Schauspielerei zuwandte. In der Stummfilmära wurde House Peters als Hollywood-Schauspieler berühmt, wobei er den Spitznamen Star of a Thousand Emotions trug. Er wurde meistens in Rollen als romantischer Liebhaber eingesetzt. Mit dem Anbruch des Tonfilms Ende der 1920er-Jahre hatte sich Peters eigentlich von der Filmschauspielerei zurückgezogen, er kehrte aber 1952 für eine Nebenrolle als Pfarrer in dem Gene-Autry-Western The Old West vor die Kamera zurück. Anschließend drehte Peters noch zwei weitere Filme und war 1961 auch in der Fernsehserie The Fisher Family zu sehen.
1914 heiratete er die Schauspielerin Mae King, aus der Ehe kamen vier Kinder, darunter der Schauspieler House Peters junior. Für sein Wirken als Filmschauspieler erhielt House Peters einen Stern auf dem Hollywood Walk of Fame.

## Filmografie (Auswahl)
- 1913: In the Bishop’s Carriage
- 1913: A Lady of Quality
- 1915: The Captive
- 1915: The Girl of the Golden West
- 1916: Salomy Jane
- 1919: Thunderbolts of Fate
- 1921: Lügende Lippen (Lying Lips)
- 1922: Human Hearts
- 1925: The Storm Breaker

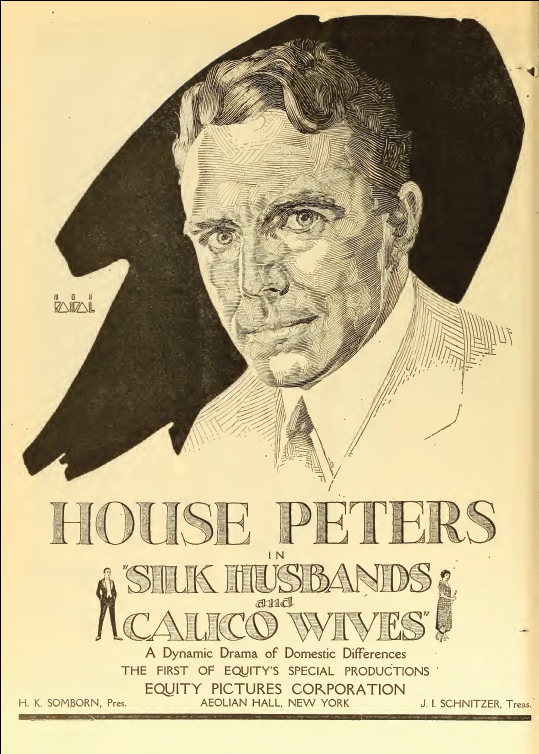
House Peters auf dem Plakat zum Film Silk Husbands and Calico Wives (1920)

- 1925: Raffles, der Juwelenmarder (Raffles: The Amateur Cracksman)
- 1925: Head Winds
- 1928: Rose-Marie
- 1952: The Old West
- 1952: Fünf Perlen (O. Henry's Full House)
- 1953: Im Reiche des goldenen Condor (Treasure of the Golden Condor)
- 1961: The Fisher Family (Fernsehserie, 1 Folge)